# Les Portes-en-Ré
 Les Portes-en-Ré  es una población y comuna francesa, situada en la región de Nueva Aquitania, departamento de Charente Marítimo, en la isla de Ré, en el distrito de La Rochelle y cantón de Ars-en-Ré.

## Demografía
| 412 | 424 | 478 | 513 | 660 | 661 |
| Para los censos de 1962 a 1999 la población legal corresponde a la población sin duplicidades (Fuente: INSEE [Consultar]) |     |     |     |     |     |